# 浄光院 (市川市)
浄光院（じょうこういん）は、千葉県市川市中山にある日蓮宗寺院で法華経寺塔頭の中でも特に有力な四院家の筆頭寺院。

## 歴史
- 1300年頃、日胤が開創。
- 戦後、単立寺院となるが、2010年（平成22年）12月21日に日蓮宗に復帰した。

## 文化財

### 重要文化財（国指定）
- 絹本著色日蓮聖人像 - 通称「水鏡の御影」

## 参考資料
- 渡辺宝陽、中尾尭監修『日蓮 久遠のいのち』平凡社 別冊太陽日本のこころ206（2013年）